# Puchar Świata w snowboardzie 2004/2005
Puchar Świata w snowboardzie w sezonie 2004/2005 to 11. edycja tej imprezy. Cykl rozpoczął się 16 września 2004 roku w chilijskim Valle Nevado. Ostatnie zawody sezonu odbyły się natomiast 19 marca 2005 roku w szwedzkim Tandådalen. Zawody rozgrywano w pięciu konkurencjach: slalom równoległy, gigant równoległy, snowcross, halfpipe i big air (tylko mężczyźni). Dla giganta równoległego i slalomu równoległego prowadzono wspólną klasyfikację - PAR. W tym sezonie zrezygnowano z prowadzenia klasyfikacji generalnej.
Puchar Świata rozegrany został w 13 krajach i 20 miastach na 4 kontynentach. Najwięcej konkursów rozegranych zostało w Austrii i Włoszech (po 5 dla mężczyzn oraz po 4 dla kobiet).
14 września 2004 r., na treningu przed pierwszymi zawodami w snowcrossie w Valle Nevado, norweska snowboardzistka Line Østvold miała wypadek. W wyniku doznanych obrażeń zmarła 5 dni później nie odzyskawszy przytomności.

## Konkurencje
- slalom równoległy (PSL)
- gigant równoległy (PGS)
- snowcross
- halfpipe
- big air

## Mężczyźni

### Kalendarz i wyniki
| Lp  | Data                  | Miejsce                  | Konkurencja                               | Zwycięzca                                 | 2. miejsce                                | 3. miejsce                                |
| 1.  | 16 września 2004      | Valle Nevado             | Snowcross                                 | Drew Neilson                              | Xavier de Le Rue                          | Simone Malusa                             |
| 2.  | 17 września 2004      | Valle Nevado             | Snowcross                                 | Graham Watanabe                           | Mateusz Ligocki                           | Mario Fuchs                               |
| 3.  | 18 września 2004      | Valle Nevado             | Halfpipe                                  | Zawody Odwołane                           | Zawody Odwołane                           | Zawody Odwołane                           |
| 4.  | 17 października 2004  | Sölden                   | PGS                                       | Philipp Schoch                            | Gilles Jaquet                             | Urs Eiselin                               |
| 5.  | 24 października 2004  | Landgraaf                | PSL                                       | Urs Eiselin                               | Nicolas Huet                              | Jasey-Jay Anderson                        |
| 6.  | 29 października 2004  | Saas-Fee                 | Halfpipe                                  | Steven Fisher                             | Jan Michaelis                             | Kim Christiansen                          |
| 7.  | 30 października 2004  | Saas-Fee                 | Snowcross                                 | Michael Layer                             | Dieter Krassnig                           | Vincent Valery                            |
| 8.  | 4 grudnia 2004        | Kronplatz                | PGS                                       | Philipp Schoch                            | Heinz Inniger                             | Roland Haldi                              |
| 9.  | 14 grudnia 2004       | Nassfeld                 | Snowcross                                 | Jasey-Jay Anderson                        | Guillaume Nantermod                       | Marco Huser                               |
| 10. | 15 grudnia 2004       | Nassfeld                 | Snowcross                                 | Jasey-Jay Anderson                        | Florent Mather                            | Mario Fuchs                               |
| 11. | 17 grudnia 2004       | Badgastein               | PGS                                       | Philipp Schoch                            | Nicolas Huet                              | Harald Walder                             |
| 12. | 18 grudnia 2004       | Klagenfurt am Wörthersee | Big Air                                   | Risto Mattila                             | Fredrik Austbø                            | Juho Manninen                             |
| 13. | 7 stycznia 2005       | Petersburg               | PSL                                       | Siegfried Grabner                         | Dejan Košir                               | Philipp Schoch                            |
| 14. | 9 stycznia 2005       | Moskwa                   | Big Air                                   | Jukka Erätuli                             | Juuso Laivisto                            | Florian Mausser                           |
| MŚ  | 16 - 22 stycznia 2005 | Whistler                 | 6. Mistrzostwa Świata w Snowboardzie 2005 | 6. Mistrzostwa Świata w Snowboardzie 2005 | 6. Mistrzostwa Świata w Snowboardzie 2005 | 6. Mistrzostwa Świata w Snowboardzie 2005 |
| 15. | 29 stycznia 2005      | Kreischberg              | Big Air                                   | Jonas Carlson                             | Peetu Piiroinen                           | Matevž Petek                              |
| 16. | 1 lutego 2005         | Maribor                  | PGS                                       | Philipp Schoch                            | Urs Eiselin                               | Nicolas Huet                              |
| 17. | 5 lutego 2005         | Winterberg               | Big Air                                   | Matevž Petek                              | Hubert Fill                               | Jukka Erätuli                             |
| 18. | 6 lutego 2005         | Winterberg               | PSL                                       | Philipp Schoch                            | Simon Schoch                              | Andreas Prommegger                        |
| 19. | 9 lutego 2005         | Bardonecchia             | PGS                                       | Heinz Inniger                             | Simon Schoch                              | Philipp Schoch                            |
| 20. | 10 lutego 2005        | Bardonecchia             | Halfpipe                                  | Antti Autti                               | Risto Mattila                             | Domu Narita                               |
| 21. | 11 lutego 2005        | Bardonecchia             | Halfpipe                                  | Risto Mattila                             | Antti Autti                               | Michael Goldschmidt                       |
| 22. | 12 lutego 2005        | Turyn                    | Big Air                                   | Risto Mattila                             | Jaakko Ruha                               | Jukka Erätuli                             |
| 23. | 18 lutego 2005        | Sapporo                  | PGS                                       | Siegfried Grabner                         | Philipp Schoch                            | Urs Eiselin                               |
| 24. | 19 lutego 2005        | Sapporo                  | PSL                                       | Philipp Schoch                            | Siegfried Grabner                         | Urs Eiselin                               |
| 25. | 26 lutego 2005        | Sungwoo                  | PSL                                       | Philipp Schoch                            | Richard Richardsson                       | Meinhard Erlacher                         |
| 26. | 26 lutego 2005        | Sungwoo                  | Halfpipe                                  | Mathieu Crepel                            | Halvor Lunn                               | Xaver Hoffmann                            |
| 27. | 26 lutego 2005        | Sungwoo                  | Halfpipe                                  | Mathieu Crepel                            | Crispin Lipscomb                          | Jan Michaelis                             |
| 28. | 3 marca 2005          | Lake Placid              | PGS                                       | Philipp Schoch                            | Urs Eiselin                               | Siegfried Grabner                         |
| 29. | 5 marca 2005          | Lake Placid              | Halfpipe                                  | Shaun White                               | Mason Aguirre                             | Jan Michaelis                             |
| 30. | 6 marca 2005          | Lake Placid              | Snowcross                                 | Xavier de Le Rue                          | Paul-Henri de Le Rue                      | Ueli Kestenholz                           |
| 31. | 11 marca 2005         | Sierra Nevada            | Snowcross                                 | Nate Holland                              | Sylvain Duclos                            | François Boivin                           |
| 32. | 12 marca 2005         | Sierra Nevada            | PSL                                       | Philipp Schoch                            | Mathieu Bozzetto                          | Simon Schoch                              |
| 33. | 16 marca 2005         | Tandådalen               | PGS                                       | Philipp Schoch                            | Urs Eiselin                               | Daniel Biveson                            |
| 34. | 17 marca 2005         | Tandådalen               | Snowcross                                 | Xavier de Le Rue                          | Jasey-Jay Anderson                        | Paul-Henri de Le Rue                      |
| 35. | 18 marca 2005         | Tandådalen               | Halfpipe                                  | Gary Zebrowski                            | Mathieu Crepel                            | Kazuhiro Kokubo                           |
| 36. | 19 marca 2005         | Tandådalen               | Big Air                                   | Jaakko Ruha                               | Jukka Erätuli                             | Tommy Rapp                                |

### Klasyfikacje
| Lp.   | Zawodnik           | Punkty |
| ----- | ------------------ | ------ |
| 1.    | Siegfried Grabner  | 9200   |
| 2.    | Mathieu Bozzetto   | 7838   |
| 3.    | Urs Eiselin        | 6900   |
| 4.    | Jasey-Jay Anderson | 6620   |
| 5.    | Gilles Jaquet      | 5770   |
| 6.    | Daniel Biveson     | 5586   |
| 7.    | Stefan Kaltschütz  | 5044   |
| 8.    | Dieter Krassnig    | 4950   |
| 9.    | Heinz Inniger      | 4864   |
| 10.   | Simon Schoch       | 4579   |
| . . . |                    |        |
| 66.   | Łukasz Hoły        | 69     |
| 95.   | Artur Rajewski     | 17     |

| Lp.   | Zawodnik             | Punkty |
| ----- | -------------------- | ------ |
| 1.    | Xavier de Le Rue     | 4020   |
| 2.    | Jasey-Jay Anderson   | 3576   |
| 3.    | Nate Holland         | 2548   |
| 4.    | Sylvain Duclos       | 2498   |
| 5.    | Mateusz Ligocki      | 2440   |
| 6.    | Drew Neilson         | 2380   |
| 7.    | Paul-Henri de Le Rue | 2172   |
| 8.    | Mario Fuchs          | 2160   |
| 9.    | Radoslav Židek       | 1976   |
| 10.   | Seth Wescott         | 1700   |
| . . . |                      |        |
| 48.   | Rafał S.-Malczewski  | 239    |

| Lp.   | Zawodnik         | Punkty |
| ----- | ---------------- | ------ |
| 1.    | Mathieu Crepel   | 3540   |
| 2.    | Jan Michaelis    | 2320   |
| 3.    | Kazuhiro Kokubo  | 2150   |
| 4.    | Risto Mattila    | 2060   |
| 5.    | Crispin Lipscomb | 1920   |
| 6.    | Daisuke Murakami | 1910   |
| 7.    | Antti Autti      | 1815   |
| 8.    | Janne Korpi      | 1560   |
| 9.    | Sergio Berger    | 1540   |
| 10.   | Andrew Burton    | 1490   |
| . . . |                  |        |
| 35.   | Mateusz Ligocki  | 551    |
| 54.   | Michał Ligocki   | 154    |
| 87.   | Marek Sąsiadek   | 32     |

| Lp.   | Zawodnik        | Punkty |
| ----- | --------------- | ------ |
| 1.    | Jukka Erätuli   | 3260   |
| 2.    | Matevž Petek    | 3150   |
| 3.    | Jaakko Ruha     | 2400   |
| 4.    | Jonas Carlson   | 2190   |
| 5.    | Risto Mattila   | 2000   |
| 6.    | Hubert Fill     | 1754   |
| 7.    | Florian Mausser | 1680   |
| 8.    | Peetu Piiroinen | 1600   |
| 9.    | Tommy Rapp      | 1210   |
| 10.   | Ville Uotila    | 1180   |
| . . . |                 |        |
| 28.   | Mateusz Ligocki | 478    |
| 55.   | Michał Ligocki  | 100    |
| 82.   | Marek Sąsiadek  | 19     |

## Kobiety

### Kalendarz i wyniki
| Lp  | Data                  | Miejsce       | Konkurencja                               | Zwyciężczyni                              | 2. miejsce                                | 3. miejsce                                |
| 1.  | 16 września 2004      | Valle Nevado  | Snowcross                                 | Zoe Gillings                              | Kathrin Kellenberger                      | Manuela Riegler                           |
| 2.  | 17 września 2004      | Valle Nevado  | Snowcross                                 | Lindsey Jacobellis                        | Zoe Gillings                              | Doresia Krings                            |
| 3.  | 18 września 2004      | Valle Nevado  | Halfpipe                                  | Zawody Odwołane                           | Zawody Odwołane                           | Zawody Odwołane                           |
| 4.  | 16 października 2004  | Sölden        | PGS                                       | Doresia Krings                            | Ursula Bruhin                             | Julie Pomagalski                          |
| 5.  | 24 października 2004  | Landgraaf     | PSL                                       | Daniela Meuli                             | Ilona Ruotsalainen                        | Julie Pomagalski                          |
| 6.  | 29 października 2004  | Saas-Fee      | Halfpipe                                  | Hannah Teter                              | Doriane Vidal                             | Sōko Yamaoka                              |
| 7.  | 30 października 2004  | Saas-Fee      | Snowcross                                 | Doresia Krings                            | Carmen Ranigler                           | Déborah Anthonioz                         |
| 8.  | 4 grudnia 2004        | Kronplatz     | PGS                                       | Ursula Bruhin                             | Daniela Meuli                             | Julie Pomagalski                          |
| 9.  | 14 grudnia 2004       | Nassfeld      | Snowcross                                 | Déborah Anthonioz                         | Kathrin Kellenberger                      | Sophie Rodriguez                          |
| 10. | 15 grudnia 2004       | Nassfeld      | Snowcross                                 | Dominique Maltais                         | Doresia Krings                            | Carmen Ranigler                           |
| 11. | 17 grudnia 2004       | Badgastein    | PSL                                       | Ursula Bruhin                             | Daniela Meuli                             | Doresia Krings                            |
| 12. | 7 stycznia 2005       | Petersburg    | PSL                                       | Daniela Meuli                             | Ursula Bruhin                             | Fränzi Mägert-Kohli                       |
| MŚ  | 16 - 22 stycznia 2005 | Whistler      | 6. Mistrzostwa Świata w Snowboardzie 2005 | 6. Mistrzostwa Świata w Snowboardzie 2005 | 6. Mistrzostwa Świata w Snowboardzie 2005 | 6. Mistrzostwa Świata w Snowboardzie 2005 |
| 13. | 1 lutego 2005         | Maribor       | PGS                                       | Daniela Meuli                             | Doris Günther                             | Heidi Neururer                            |
| 14. | 6 lutego 2005         | Winterberg    | PSL                                       | Daniela Meuli                             | Ursula Bruhin                             | Claudia Riegler                           |
| 15. | 9 lutego 2005         | Bardonecchia  | PGS                                       | Ursula Bruhin                             | Marion Posch                              | Fränzi Mägert-Kohli                       |
| 16. | 10 lutego 2005        | Bardonecchia  | Halfpipe                                  | Gretchen Bleiler                          | Mero Imai                                 | Torah Bright                              |
| 17. | 11 lutego 2005        | Bardonecchia  | Halfpipe                                  | Kelly Clark                               | Gretchen Bleiler                          | Torah Bright                              |
| 18. | 18 lutego 2005        | Sapporo       | PGS                                       | Daniela Meuli                             | Michelle Gorgone                          | Ursula Bruhin                             |
| 19. | 19 lutego 2005        | Sapporo       | PSL                                       | Daniela Meuli                             | Doris Günther                             | Marion Posch                              |
| 20. | 25 lutego 2005        | Sungwoo       | PSL                                       | Daniela Meuli                             | Doris Günther                             | Doresia Krings                            |
| 21. | 26 lutego 2005        | Sungwoo       | Halfpipe                                  | Manuela Pesko                             | Mero Imai                                 | Mercedes Nicoll                           |
| 22. | 26 lutego 2005        | Sungwoo       | Halfpipe                                  | Mero Imai                                 | Sophie Rodriguez                          | Mercedes Nicoll                           |
| 23. | 3 marca 2005          | Lake Placid   | PGS                                       | Daniela Meuli                             | Michelle Gorgone                          | Rosey Fletcher                            |
| 24. | 5 marca 2005          | Lake Placid   | Halfpipe                                  | Sōko Yamaoka                              | Mercedes Nicoll                           | Mero Imai                                 |
| 25. | 6 marca 2005          | Lake Placid   | Snowcross                                 | Lindsey Jacobellis                        | Erin Simmons                              | Doresia Krings                            |
| 26. | 11 marca 2005         | Sierra Nevada | Snowcross                                 | Tanja Frieden                             | Sandra Frei                               | Yvonne Mueller                            |
| 27. | 12 marca 2005         | Sierra Nevada | PSL                                       | Aprilia Hägglöf                           | Heidi Neururer                            | Julie Pomagalski                          |
| 28. | 16 marca 2005         | Tandådalen    | PGS                                       | Ursula Bruhin                             | Fränzi Mägert-Kohli                       | Daniela Meuli                             |
| 29. | 17 marca 2005         | Tandådalen    | Snowcross                                 | Doresia Krings                            | Mellie Francon                            | Maëlle Ricker                             |
| 30. | 18 marca 2005         | Tandådalen    | Halfpipe                                  | Mero Imai                                 | Manuela Pesko                             | Anna Olofsson                             |

### Klasyfikacje
| Lp.   | Zawodniczka         | Punkty |
| ----- | ------------------- | ------ |
| 1.    | Daniela Meuli       | 10650  |
| 2.    | Ursula Bruhin       | 8760   |
| 3.    | Doris Günther       | 5100   |
| 4.    | Fränzi Mägert-Kohli | 4440   |
| 5.    | Heidi Krings        | 4320   |
| 6.    | Michelle Gorgone    | 3938   |
| 7.    | Claudia Riegler     | 3910   |
| 8.    | Julie Pomagalski    | 3520   |
| 9.    | Marion Posch        | 3145   |
| 10.   | Sara Fischer        | 3140   |
| . . . |                     |        |
| 21.   | Jagna Marczułajtis  | 1912   |
| 34.   | Blanka Isielonis    | 743    |
| 37.   | Małgorzata Kukucz   | 528    |
| 59.   | Dorota Żyła         | 55     |

| Lp. | Zawodniczka          | Punkty |
| --- | -------------------- | ------ |
| 1.  | Doresia Krings       | 4580   |
| 2.  | Déborah Anthonioz    | 3490   |
| 3.  | Carmen Ranigler      | 3110   |
| 4.  | Zoe Gillings         | 3040   |
| 5.  | Lindsey Jacobellis   | 2820   |
| 6.  | Kathrin Kellenberger | 2620   |
| 7.  | Tanja Frieden        | 2500   |
| 8.  | Mellie Francon       | 2140   |
| 8.  | Dominique Maltais    | 2140   |
| 10. | Yvonne Mueller       | 2060   |

| Lp.   | Zawodniczka      | Punkty |
| ----- | ---------------- | ------ |
| 1.    | Mero Imai        | 4700   |
| 2.    | Manuela Pesko    | 3590   |
| 3.    | Sōko Yamaoka     | 3150   |
| 4.    | Mercedes Nicoll  | 2970   |
| 5.    | Sophie Rodriguez | 2310   |
| 6.    | Shiho Nakashima  | 1940   |
| 7.    | Yayoi Tamura     | 1810   |
| 8.    | Gretchen Bleiler | 1800   |
| 9.    | Doriane Vidal    | 1650   |
| 10.   | Andrea Schuler   | 1530   |
| . . . |                  |        |
| 12.   | Paulina Ligocka  | 1450   |